# Ashley Smith-Brown
Ashley Smith-Brown (* 31. März 1996 in Manchester) ist ein englischer Fußballspieler, der bei Manchester City unter Vertrag steht. In der Saison 2017/18 ist er an Oxford United verliehen.

## Karriere

### Verein
Ashley Smith-Brown wurde im März 1996 in Manchester geboren. Er begann seine Fußballkarriere im Alter von fünf Jahren bei Manchester City. Bis zum Jahr 2014 spielte er in der Nachwuchsakademie des Vereins, bevor er langsam an den Profikader herangeführt wurde. In der Saison 2016/17 wurde der beidfüßige Außenverteidiger an den niederländischen Zweitligisten NAC Breda verliehen. In 29 Zweitligaspielen konnte er dabei einen Treffer gegen Achilles ’29 erzielen. Für die Saison 2017/18 wurde der 21-jährige Smith-Brown zunächst an den schottischen Erstligisten Heart of Midlothian verliehen. Die Leihe in Schottland wurde vorzeitig aufgelöst, und er wurde weiter an Oxford United verliehen.

### Nationalmannschaft
Ashley Smith-Brown spielte im Zeitraum von 2011 bis 2015 für insgesamt fünf verschiedene Juniorenmannschaften des englischen Fußballverbandes.